# José Machado de Abreu
José Machado de Abreu (São Mamede de Negrelos, 11 de Abril de 1794 — Coimbra, 22 de Novembro de 1857), 1.º barão de Santiago de Lordelo, doutor em direito, foi um magistrado judicial, jurista e professor da Universidade de Coimbra, de que foi reitor (1850-1853), que exerceu diversas funções políticas, entre as quais a de deputado às Cortes.

## Biografia
Nasceu em São Mamede de Negrelos, então parte do Município de São Tomé de Negrelos e hoje parte do Município de Santo Tirso, filho de António José Martins Machado e de sua esposa Teresa Maria de Abreu. Foi tio de Adriano Machado, deputado, ministro e também reitor da Universidade de Coimbra.